# 덤불멧토끼
덤불멧토끼(Lepus saxatilis)는 토끼과에 속하는 포유류의 일종이다. 나미비아 남부, 남아프리카 공화국, 에스와티니, 그리고 레소토에서 발견된다.

## 아종
2종의 아종이 알려져 있다.
- Lepus saxatilis saxatilis
- Lepus saxatilis subrufus (Hoffmann and Smith 2005)